# Evangelische Kirche (Nenderoth)

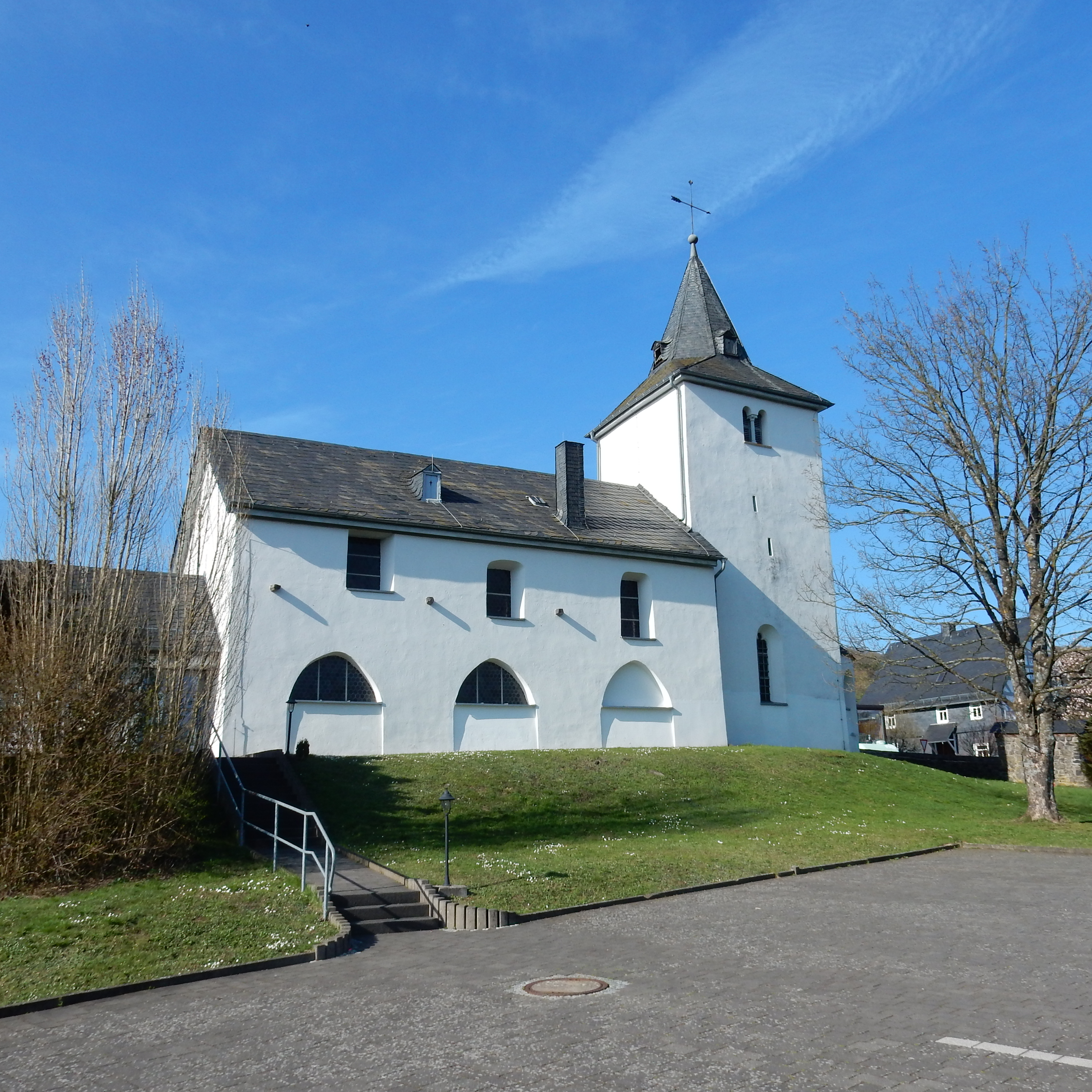
Evangelische Kirche in Nenderoth

Die evangelische Kirche Nenderoth ist ein denkmalgeschütztes Kirchengebäude im Ortsteil Nenderoth der Gemeinde Greifenstein im Lahn-Dill-Kreis in Hessen. Die Kirchengemeinde gehört zum Dekanat An der Dill in der Propstei Nord-Nassau der Evangelischen Kirche in Hessen und Nassau.

## Beschreibung
Die spätromanische Saalkirche wurde später erweitert. Das Kirchenschiff hatte ursprünglich nach Süden ein Seitenschiff, welches als Gerichtslaube diente. Die vermauerten drei Arkaden und die Konsolen sind noch sichtbar. Nach Süden und Osten hat der Chorturm Klangarkaden, die als rundbogige Biforien gestaltet sind. Dahinter befindet sich der Glockenstuhl, in dem zwei Kirchenglocken hängen, die ältere stammt aus dem 13. Jahrhundert, die jüngere von 1451. Dem von einem gedrückten, achtseitigen, spitzen Helm bedeckten Turm schließt sich eine halbrunde Apsis an. Das Kirchenschiff ist mit einem Satteldach bedeckt. 
Der mit einer Flachdecke überspannte Innenraum hat an der West- und Nordseite Emporen. Der Chor ist mit einem Kreuzgratgewölbe bedeckt. Zwischen ihm und dem Kirchenschiff befindet sich ein Chorbogen. Die barocke Kirchenausstattung ist schlicht. Die Orgel mit zwölf Registern, zwei Manualen und einem Pedal wurde 1866 von Gustav Raßmann gebaut.